# 硬稃稗
硬稃稗（学名：Echinochloa glabrescens），为禾本科稗属下的一个植物种。